# Вейгалл, Артур
Артур Эдвард Пирс Бром Вейгалл (англ. Arthur Edward Pearse Brome Weigall; 20 ноября 1880 — 3 января 1934) — английский египтолог, сценограф, журналист и писатель. Его работы включают в себя широкий спектр жанров: от истории Древнего Египта до исторических биографий, путеводителей, популярных романов, киносценариев и текстов песен.

## Биография
Артур Вeйгалл родился 30 ноября 1880 года на Нормандских островах, отец — майор британской армии Артур Арчибальд Денне Вeйгалл, мать — урождённая Элис Генриетта Коуэн.
Незадолго до рождения Артура его отец, капитан британской армии, погиб в Кандагаре, и его мать решила заняться миссионерством и переехала с сыном в Лондон.
Семья Вeйгалл была известна в викторианском обществе благодаря своему искусству и вступлением в браки с представителями аристократии: двоюродными братьями А. Вейкалла были политик-консерватор сэр Арчибальд Вeйгалл, 1-й баронет, губернатор Южной Австралии с 1920 по 1922 год, и игроки в крикет Джерри и Луис Вeйгалл.
Артур Вeйгалл, несмотря на необычную жизнь в Солфорде, поступил в Веллингтонский колледж, учебное заведение с тесными связями с властями и военными. Он устроился подмастерьем клерка в Лондоне, но его юношеское увлечение генеалогией подтолкнуло его к изучению фараонов Древнего Египта, а затем и к египтологии.
Во время учёбы в колледже Артур увлёкся древними цивилизациями и изучением восточных языков: коптского, арабского, персидского, латинского и иврита.
Таинственная покровительница[какая?] побудила его подать документы в Новый колледж Оксфорда. Это оказалось ошибкой — египтология в Оксфорде еще не изучалась, — поэтому, не пройдя вступительных испытаний, он отправился в Лейпциг, надеясь выучить немецкий язык и поступить в немецкий университет. Однако этот план также провалился, и по возвращении в Англию Вейгалл получил работу под началом египтолога Флиндерса Питри, сначала в Университетском колледже Лондона, а затем в Абидосе в Египте.
Первые задания Питри А. Вeйгалл выполнял в 1902 году в Абидосе и Саккаре. Тогда он подружился с Эдвардом Расселом Айртоном и Аланом Хендерсоном Гардинером.
У Питри работать было тяжело, и в 1904 году Артур Вейгалл перешел на работу к немецкому египтологу Фридриху Вильгельму фон Биссингу. Несколько сезонов Вeйгалл работал с мастабой Кагемни в Саккаре.
В 1904 году, вернувшись в Европу, Артур Вейгалл влюбился в 24-летнюю американку Гортензию, они обручились в июле и поженились в октябре, затем Вейгалл с женой вернулся работать в Египет.
В начале 1905 года Говард Картер гостил у Артура Вeйгалла в Саккаре, когда из-за происшествия с французскими туристами Картер был вынужден уйти с поста главного инспектора древностей Верхнего Египта. Неожиданно для себя, в возрасте 25 лет, Артур Вeйгалл получил назначение на место Говарда Картера в Луксоре, где он отвечал за охрану и управление древностями региона, занимавшего территорию от Наг-Хаммади до границы с Суданом.
В Луксоре Вейгалл с огромной энергией занялся теми аспектами работы, которыми, по его мнению, несколько пренебрегали — защитой и сохранением памятников, которые постоянно скупались и перевозились в Европу и Северную Америку. Он оставался в Луксоре до 1911 года. Для Вейгалла это был период интенсивной деятельности, как в полевых исследованиях, так и в писательстве. Он участвовал в открытиях гробниц KV46 (гробница Йуйи и Туи), TT8 (гробница Ка и Мерит), KV55 (загадочная гробница, содержимое которой до сих пор обсуждается) и KV57 (гробница Хоремхеба).
Работая главным инспектором древностей, Вейгалл познакомился со знаменитым египтологом Теодором Дэвисом и работавшим с ним Эдвардом Айртоном. Он сотрудничал с Джеймсом Эдвардом Квибеллом, Перси Ньюберри, Аланом Гардинером, лордом Карнарвоном.
Летом 1908 года он работал в Эдфу, Гебель-Сисилле, Ком-Омбо, Асуане, проводил время вместе с живописцем Вальтером Тиндейлом.
Вeйгалл также путешествовал по Аравийской пустыне, написал популярную биографию Эхнатона и работал над «Путеводителем по древностям Верхнего Египта». Он работал с Аланом Гардинером над гробницами знати и, вполне вероятно, помог Говарду Картеру наладить отношения с лордом Карнарвоном, которые привели к открытию гробницы Тутанхамона. Он был тесно связан с бюрократическими и социальными перипетиями Луксора и Каира, часто взаимодействуя с Флиндерсом Питри, Гастоном Масперо, Теодором Дэвисом, Перси Ньюберри, Говардом Картером и другими, а также подружился с сэром Рональдом Сторсом и другими представителями Эдвардианского общества в Египте. Однако болезнь вынудила его покинуть Египет, а Первая мировая война помешала его планам по созданию Института Египтологии в самом Египте.
В 1911 году А. Вeйгалл покинул Египет, но продолжил писать о нём. В 1913 году совместно с А. Х. Гардинером он составил топографический каталог некрополей Западной Фебии.
В Лондоне во время Первой мировой войны Артур Вейгалл стал политическим аналитиком, автором книг, театральным режиссером, лектором, кинокритиком.
В это время он начал работать в сфере кино: вместе с Баннистером Мервином, Джеком Бьюкененом и Филлис Монкман он снял фильм «Her Heritage» (1919), а в 1920-х годах лорд Нортклифф пригласил его на должность кинокритика в газету Daily Mail. Позже по одному из его романов продюсер Джордж Мелфорд снял фильм «Burning Sands» (1922).
В 1922 году А. Вейгал работал журналистом газеты Daily Mail.
Работа журналиста привела его обратно в Египет. Он освещал открытие гробницы Тутанхамона в качестве корреспондента Daily Mail, выступая против попыток Говарда Картера и лорда Карнарвона совместно с изданием The Times монополизировать эту историю, что, по мнению Вейгалла, было неправильно и наносило ущерб политическим отношениям Великобритании с Египтом в период сильных националистических настроений. У гробницы Тутанхамона он был свидетелем того, как лорд Карнарвон шутил, собираясь войти в гробницу, и, как утверждается, Вейгалл сказал: «Если он спустится в подобном настроении, я отвожу ему шесть недель жизни».
Живя в Вейгал женился во второй раз на пианистке Мюриэль Лилли.
Живя в Лондоне, он продолжил писать ставшие известными книги: «Жизнь и времена Эхнатона, фараона Египта, Тразури древнего Египта: Разные капитулы на древний египетский историк и археология», «Сапфо из Лесбоса», «Клеопатра», «Александр Великий», «Нерон».
Артур Вейгалл умер 2 января 1934 года в Лондоне.

## Семья
Во время своего первого брака с американкой Гортензией Шлейтер он написал яркие личные очерки о своей жизни в Луксоре и Верхнем Египте.
Второй брак с пианисткой Мюриэль Лилли, сестрой актрисы Беатрис Лилли, привел его в мир шоу-бизнеса как талантливого автора текстов песен.
Старшая дочь — Джулия Хэнки (англ. Julie Hankey), писательница. Она написала биографическую книгу об отце.

### Переводы на русский
- Клеопатра. Последняя царица Египта / Артур Вейгалл; [пер. с англ. Л. А. Карповой]. — Москва: Центрполиграф, 2010. — 285 ISBN 978-5-227-01958-5
- Эхнатон. Фараон-вероотступник / Артур Вейгалл; [пер. с англ. С. Федорова]. — Москва: Центрполиграф, 2004—252 ISBN 5-9524-0953-9
- Великие правители Древнего Египта: история царских династий от Аменхотепа I до Тутмоса III / Артур Вейгалл; [пер. с англ. А. Б. Давыдовой]. — Москва: Центрполиграф, cop. 2018. — 476 ISBN 978-5-9524-5319-7
- История фараонов: правящие династии Раннего, Древнего и Среднего царств Египта. 3000-1800 гг. до нашей эры / Артур Вейгалл; [перевод с английского И. Б. Куликовой]. — Москва: Центрполиграф, печ. 2018. — 349 ISBN 978-5-9524-5258-9
- Нерон. Император Рима / Артур Вейгалл; перевод с английского Е. А. Гонсалес-Менендес. — Москва: Центрполиграф, 2023. — 318 ISBN 978-5-9524-6052-2